# Mikhail Yevgenyevich Borodko
Bản mẫu:Eastern Slavic name
Mikhail Yevgenyevich Borodko (tiếng Nga: Михаил Евгеньевич Бородько; sinh ngày 12 tháng 7 năm 1994) là một cầu thủ bóng đá người Nga. Anh thi đấu cho FC Olimpiyets Nizhny Novgorod.

## Sự nghiệp câu lạc bộ
Anh ra mắt chuyên nghiệp tại Giải bóng đá chuyên nghiệp quốc gia Nga cho FC Metallurg Novokuznetsk vào ngày 3 tháng 10 năm 2014 trong trận đấu với F.K. Smena Komsomolsk-na-Amure.